# Abraxas macroplaga
Abraxas macroplaga là một loài bướm đêm trong họ Geometridae.